# Рокачевський Опанас Юхимович
Опана́с Юхи́мович Рокаче́вський (1830—1901) — український маляр-портретист родом з Києва. Закінчив Петербурзьку Академію Мистецтв; з 1860 р. академік, відтоді очолював Малювальну школу при Києво-Печерській Лаврі.
Дотримувався академічного напрямку в мистецтві.

## Творчість
Портретний доробок О.Рокачевського — красномовний приклад розвитку академізму як стилю. На відміну від сучасного йому реалістичного живопису, академічний живопис дотримувався певних схем і концепцій. Саме тому головною складовою та самоціллю творчості художника стала технічна віртуозність виконання портрета.
Рокачевський виробив свою концепцію портрета: об'єктивно-пристрасну, з підкреслено виявленим моментом репрезентації особи. Бездоганне володіння рисунком, органічне відчуття стилю не дають митцю стати звичайним, яких сотні.
Як зазначає Ігор Шаров, якщо серед творів 60-х років зустрічаються приклади пошуків природної життєвості, відходу від заданої теми, то згодом художник немов застигає у раз знайденій формулі портрета, змінюючи лише окреслення і масштаби зображення. Одним з перших у доробку Рокачевського, що дійшли до нас, є «Портрет графа Олександра Миколайовича Толстого» (1852). Поясне зображення літнього чоловіка з сивими бакенбардами, в чорному оксамитовому сюртуку витримане в оливково-чорних і сріблясто-вохристих тонах. Розумне вольове обличчя немов застигло у гордовитому спокої. Це і є типовий зразок академічного портретного живопису середини ХІХ століття. Монохромність колірного ладу досить вдало обігрується яскравими акцентами кольору при ще абсолютно умовному освітленні.
Отже, за своїми мистецькими поглядами і переконаннями український живописець Опанас Рокачевський — типовий академіст 50-60 років ХІХ століття. Його творчість — характерний приклад складності поступу реалістичного портрета. Вона ілюструє досить розвинений струмінь академічного напрямку в портретному жанрі 60-80 років ХІХ століття.

## Портрети
- «Дочка»,
- «Невідома»,
- «Селянка»,
- «Ліцеїст».

Всі зберігаються у Київському Державному Музеї Українського Мистецтва.